# 136
136（一百三十六）是135與137之間的自然數。

## 在數學中
- 合數，正因數有1、2、4、8、17、34、68和136。
質因數分解為{\displaystyle 2^{3}\times 17}。
- 虧數，真因數和為134，虧度為2。
- 第93個不尋常數，大於平方根的質因數為17。前一個為134、下一個為137。
- 第75個十进制的奢侈數。前一個為132、下一個為138。
- 正一百三十六邊形為第28個可作圖多邊形。前一個為128、下一個為160。
- 第16個三角形數，也是前16個正整數的和。
- 第10個中心三角形數。
- 第5個中心九邊形數。
- Lozanić三角形（英语：Lozanić's triangle）第九行的和。
- 在四進制下為2020，是自我描述數（英语：self-descriptive number）。
- 各位數數字的立方和為{\displaystyle 1^{3}+3^{3}+6^{3}=244}，而244各位數數字的立方和為{\displaystyle 2^{3}+4^{3}+4^{3}=136}。
- 正136邊形可以用尺規作圖作出，因為136是2的次幂及費馬素數17的乘積。

## 在其它领域中
- 一副麻將共有136張。